# GNU Mailman

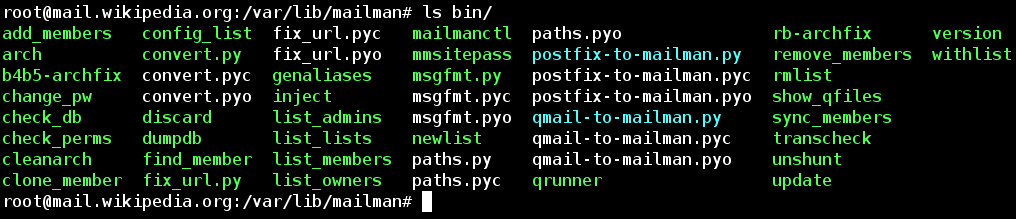
Ovládání GNU Mailmanu z příkazové řádky

GNU Mailman je počítačový program vytvořený v rámci projektu GNU pro realizaci e-mailových konferencí.
Jedná se o multiplatformní software napsaný zejména v Pythonu a částečně v C, který je určen zejména pro un*xové systémy (například Linux, FreeBSD, NetBSD, nebo OpenBSD), kde umí spolupracovat s běžnými e-mailovými servery jako je Postfix, Sendmail nebo Qmail.
GNU Mailman je šířen pod licencí GNU GPL a jedná se tedy o svobodný software.

## Vlastnosti
- Rozhraní pro webový prohlížeč, které umožňuje administraci, filtrování spamu a také prohlížení archivu zpráv
- Přizpůsobitelnou domovskou stránku každé konference
- Integraci protispamových filtrů
- Ovládání pomocí e-mailových příkazů ve stylu Majordomo
- Více vlastníků a moderátorů u jednotlivých konferencí
- Nastavení různých úrovní ochrany soukromí pro jednotlivé konference, například veřejně nepřístupné archivy nebo nepřístupné seznamy členů
- Podpora virtuálních domén
- Přihlášení a odhlášení přes web